# Aeroportul Las Brujas
Aeroportul Las Brujas (IATA: BWW, ICAO: MUBR) este un aeroport din Cayo Santa María⁠(d), Provincia de Villa Clara⁠(d), Cuba.
Situat la o altitudine de 3 m, aeroportul dispune de o singură pistă. Este operat de ECASA⁠(d).